# Candidatura de Bakú a los Juegos Olímpicos de 2020
Bakú 2020 (en azerí: Bakı 2020) fue una candidatura para los Juegos Olímpicos de 2020 presentada por Bakú y por el Comité Olímpico Nacional de Azerbaiyán. No pasó el corte y se quedó en ciudad aspirante.

## Historia
Se anunció el 1 de septiembre de 2011 que Bakú mandaría una candidatura para albergar los JJ.OO. de 2020. Esta ciudad ya lo intentó en 2016 pero no consiguió convertirse en ciudad candidata.
El 13 de septiembre se anunció que Yagub Eyubov, diputado del presidente del gobierno de Azerbaiyán se haría cargo de la candidatura Bakú 2020.
Bakú 2020 señaló a Konul Nurullayeva como CEO del Comitee de la Candidatura de Bakú 2020 y señaló a un equipo de expertos para ayudarles con la candidatura, entre ellos estaba Bob Elphinston, que fue el mánager general de la candidatura de Sídeney 2000.
El logotipo está inspirado en alfombras, producto fabricado comúnmente en Azerbaiyán. El eslogan de la candidatura es "Together We Can" que significa "Juntos podemos"

## Candidatura fallida
El 23 de mayo, el COI seleccionaba a Madrid, Estambul y Tokio como ciudades candidatas, dejando a Bakú, entre otras, fuera del proceso de selección.